# Komitat Doboka

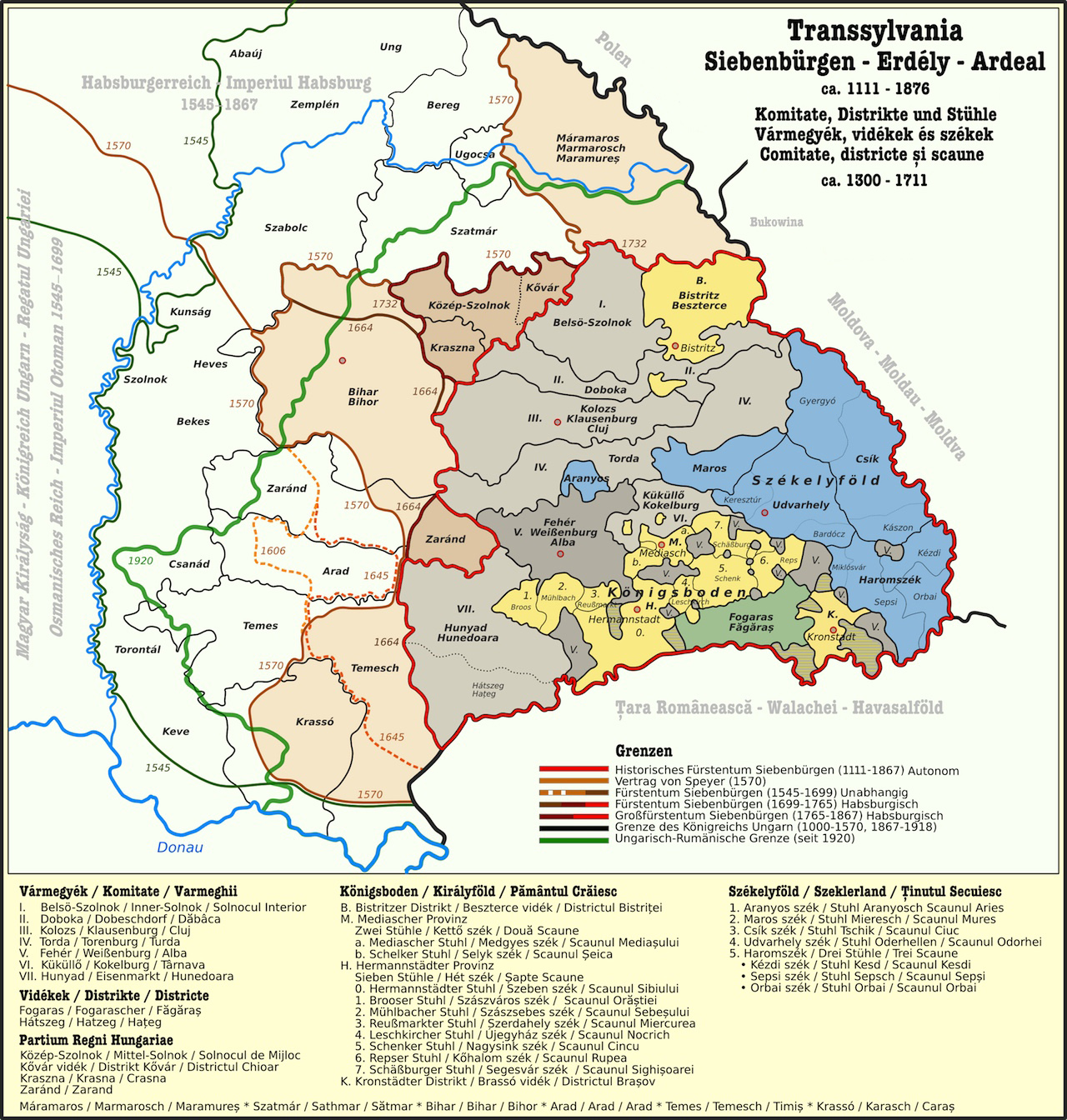
Das Komitat Doboka (mittig) auf einer Karte Siebenbürgens

Das Komitat Doboka (ungarisch Doboka vármegye) war eine Verwaltungseinheit im Königreich Ungarn und im Großfürstentum Siebenbürgen. Es wurde 1876 im Zuge der Komitatsreform in das Komitat Szolnok-Doboka eingegliedert. Verwaltungssitz war Szamosújvár (dt. Neuschloss, rum. Gherla).

## Beschreibung
Das Komitat erstreckte sich über eine Länge von 150 Kilometern und einer Breite von etwa 20 bis 30 Kilometern im nördlichen Zentrum Siebenbürgens. Anfangs gehörte auch der später davon unabhängige und von Siebenbürger Sachsen bewohnte Distrikt Bistritz zum Komitat. Namensgeber des Komitats war der erste Obergespan Doboka, der zur Zeit der Gründung des Königreichs Ungarn von König Stephan I. ernannt wurde. Joseph II. gliederte das Komitat Doboka 1784 in die Komitate Belső-Szolnok und Torda ein, was nach seinem Tod im April 1791 wieder rückgängig gemacht wurde. Nach Niederschlagung der Ungarischen Revolution 1848/1849 wurde Siebenbürgen in sechs Bezirke unterteilt und das Komitat aufgelöst. 1861 wurde es wieder hergestellt und sein Gebiet bei der Verwaltungsreform von 1876 in das neu entstandene Komitat Szolnok-Doboka eingegliedert.
Das Komitat hatte 1869 106.403 Einwohner, von denen (Personen im Alter von über sechs Jahren) 84.281 Rumänen, 17.284 Ungarn und 4803 Deutsche waren.
Heute liegt das einstige Gebiet des Komitats in Rumänien, größtenteils im Kreis Cluj.